# Élections législatives de 1877 dans la Haute-Loire
Les élections législatives de 1877 ont eu lieu le 14 octobre 1877.

## Députés élus
|   | Circonscription | Député sortant                              |  | Groupe parlementaire   | Député élu                       |  | Groupe parlementaire   |
| - | --------------- | ------------------------------------------- |  | ---------------------- | -------------------------------- |  | ---------------------- |
| 1 | Brioude         | Julien Maigne                               |  | Extrême gauche         | Julien Maigne                    |  | Extrême gauche         |
| 2 | Puy 1e          | Anatole de Cassagnes de Beaufort de Miramon |  | Droite                 | Antoine-Léonce Guyot-Montpayroux |  | Centre gauche          |
| 3 | Puy 2e          | Ernest Vissaguet                            |  | Gauche républicaine    | Pierre Marie Vinay               |  | Centre constitutionnel |
| 4 | Yssingeaux      | Pierre Malartre                             |  | Centre constitutionnel | Pierre Malartre                  |  | Centre constitutionnel |

## Résultats à l'échelle du département
|                | Centre droit                      | 20 037 | 30,53  | 2 |  |  |
|                | Légitimistes                      | 12 926 | 19,69  | 0 |  |  |
|                | Gauche républicaine, Républicains | 12 528 | 19,09  | 0 |  |  |
|                | Extrême gauche                    | 12 229 | 18,63  | 1 |  |  |
|                | Centre gauche                     | 7 637  | 11,64  | 1 |  |  |
|                | Divers                            | 274    | 0,42   | 0 |  |  |
|                |                                   |        |        |   |  |  |
| Inscrits       | Inscrits                          | 82 831 | 100,00 | 4 |  |  |
| Votants        | Votants                           | 65 750 | 79,28  |   |  |  |
| Abstentions    | Abstentions                       | 17 081 | 20,72  |   |  |  |
| Blancs et nuls | Blancs et nuls                    | 119    | 0,18   |   |  |  |
| Exprimés       | Exprimés                          | 65 631 | 99,82  |   |  |  |

## Résultats par arrondissement

### Arrondissement de Brioude
| Candidats      | Candidats                          | Étiquette,     | Premier tour | Premier tour |
| Candidats      | Candidats                          | Étiquette,     | Voix         | %            |
| -------------- | ---------------------------------- | -------------- | ------------ | ------------ |
|                | Julien Maigne                      | Extrême gauche | 12 229       | 68,35        |
|                | Jean-Jacques Le Normant de Flaghac | Légitimiste    | 5 600        | 31,30        |
|                | Divers                             |                | 63           | 0,35         |
|                |                                    |                |              |              |
| Inscrits       | Inscrits                           | Inscrits       | 22 929       | 100,00       |
| Votants        | Votants                            | Votants        | 17 947       | 78,27        |
| Abstention     | Abstention                         | Abstention     | 4 982        | 21,73        |
| Blancs et nuls | Blancs et nuls                     | Blancs et nuls | 55           | 0,31         |
| Exprimés       | Exprimés                           | Exprimés       | 17 892       | 99,69        |

### Arrondissement du Puy

#### 1recirconscription
| Candidats      | Candidats                                   | Étiquette,     | Premier tour | Premier tour |
| Candidats      | Candidats                                   | Étiquette,     | Voix         | %            |
| -------------- | ------------------------------------------- | -------------- | ------------ | ------------ |
|                | Antoine-Léonce Guyot-Montpayroux            | Centre gauche  | 7 637        | 50,66        |
|                | Anatole de Cassagnes de Beaufort de Miramon | Légitimiste    | 7 326        | 48,60        |
|                | Divers                                      |                | 111          | 0,74         |
|                |                                             |                |              |              |
| Inscrits       | Inscrits                                    | Inscrits       | 19 574       | 100,00       |
| Votants        | Votants                                     | Votants        | 15 104       | 77,16        |
| Abstention     | Abstention                                  | Abstention     | 4 470        | 22,84        |
| Blancs et nuls | Blancs et nuls                              | Blancs et nuls | 30           | 0,20         |
| Exprimés       | Exprimés                                    | Exprimés       | 15 074       | 99,80        |

#### 2ecirconscription
| Candidats      | Candidats          | Étiquette,          | Premier tour | Premier tour |
| Candidats      | Candidats          | Étiquette,          | Voix         | %            |
| -------------- | ------------------ | ------------------- | ------------ | ------------ |
|                | Pierre Marie Vinay | Constitutionnel     | 9 987        | 65,38        |
|                | Ernest Vissaguet   | Gauche républicaine | 5 227        | 34,22        |
|                | Divers             |                     | 61           | 0,40         |
|                |                    |                     |              |              |
| Inscrits       | Inscrits           | Inscrits            | 17 682       | 100,00       |
| Votants        | Votants            | Votants             | 15 295       | 86,50        |
| Abstention     | Abstention         | Abstention          | 2 387        | 13,50        |
| Blancs et nuls | Blancs et nuls     | Blancs et nuls      | 20           | 0,13         |
| Exprimés       | Exprimés           | Exprimés            | 15 275       | 99,87        |

L'élection est invalidée par la Chambre le 11 juin 1878. Une élection partielle a lieu.

### Arrondissement d'Yssingeaux
| Candidats      | Candidats          | Étiquette,      | Premier tour | Premier tour |
| Candidats      | Candidats          | Étiquette,      | Voix         | %            |
| -------------- | ------------------ | --------------- | ------------ | ------------ |
|                | Pierre Malartre    | Constitutionnel | 10 050       | 57,79        |
|                | Pierre de Lagrevol | Républicain     | 7 301        | 41,98        |
|                | Divers             |                 | 39           | 0,22         |
|                |                    |                 |              |              |
| Inscrits       | Inscrits           | Inscrits        | 22 646       | 100,00       |
| Votants        | Votants            | Votants         | 17 404       | 76,85        |
| Abstention     | Abstention         | Abstention      | 5 242        | 23,15        |
| Blancs et nuls | Blancs et nuls     | Blancs et nuls  | 14           | 0,08         |
| Exprimés       | Exprimés           | Exprimés        | 17 390       | 99,92        |

L'élection est invalidée par la Chambre le 6 décembre 1878. Une élection partielle a lieu.